# Região de Stikine
A Região de Stikine (enumerado como 26) é uma área não incorporada no noroeste da Columbia Britânica, província do oeste do Canadá. A região de Stikine foi deixada sem personalidade jurídica após a legislação que estabeleceu os distritos regionais da província em 1968. A região é a única área da Colúmbia Britânica que não está em um distrito regional embora a própria seja informalmente considerada um distrito apesar de tal classificação ser oficialmente incorreta. A área em redor de Dease Lake, anteriormente na Região de Stikine, encontra-se hoje dentro dos limites do Distrito Regional de Kitimat-Stikine, após uma redefinição de fronteiras que ocorreu em 2008.
A contagem do censo canadense de 2006 registrou uma população de 1.109 pessoas. O distrito possui uma área territorial de 132.496,2 quilômetros quadrados, e uma densidade demográfica de 1 habitante para cada 100 km², o que faz com que a região seja a divisão censitária com a menor densidade demográfica da Colúmbia Britânica, além de ser a divisão do censo mais escassamente povoada de todo o Canadá.